# 이마이 리카
이마이 리카(일본어: 今井りか, Rika Imai, 1984년 2월 29일 ~ )는 일본의 배우이다.

## 출연 작품
영화
- 네 멋대로 해라!

드라마
- 신부와 아빠 - 이와쿠라 마이 역
- 아빠와 딸의 7일간 - 시이나 카나코 역